# Toru Yoshida
Toru Yoshida (吉田 暢 Yoshida Toru?), född 17 maj 1965 i Iwate prefektur, är en japansk tidigare fotbollsspelare.
Yoshida började sin karriär 1984 i Furukawa Electric (JEF United Ichihara). Med Furukawa Electric vann han japanska ligan 1985/86 och japanska ligacupen 1986. Efter JEF United Ichihara spelade han för Brummell Sendai. Han avslutade karriären 1997.